# Prospect Point
Der Prospect Point (englisch für Aussichtspunkt) ist die westliche Landspitze der Welingrad-Halbinsel an der Graham-Küste im Westen des Grahamlands auf der Antarktischen Halbinsel. Das Kap liegt etwa 3 km südlich des Ferin Head und unmittelbar östlich der Fish Islands.
Teilnehmer der British Grahamland Expedition (1934–1937) unter der Leitung des australischen Polarforschers John Rymill nahmen eine grobe Kartierung vor. Luftaufnahmen entstanden durch die Hunting Aerosurveys Ltd. zwischen 1956 und 1957. Britische Wissenschaftler unterhielten in der Nähe des Kaps vom 2. Februar 1957 bis zum 23. Februar 1959 eine Forschungsstation (Station J). Seinen Namen erhielt es auf Vorschlag von Edwin Porter Arrowsmith (1909–1992), Gouverneur der Falklandinseln von 1957 bis 1964.